# ヨハネス・ヴァイス
ヨハネス・ヴァイス（ドイツ語: Johannes Weiß、英語: Johannes Weiss、 1868年12月13日 - 1914年8月24日）は、ドイツのプロテスタント神学者である。新約聖書学で共観福音書のQ資料の研究を行なった。

## 経歴
1868年、キール生まれ。マールブルク大学、ベルリン大学、ゲッティンゲン大学、ブレスラウ大学で学んだ。
そして、1890年にゲッティンゲン大学、1895年にはマールブルク大学、1908年にはハイデルベルク大学で教授として教鞭をとった。教え子たちに波多野精一やルドルフ・カール・ブルトマンなどがいる。1914年にハイデルベルクで生涯を終えるまで、多数の著作と論文を発表して、新約聖書批評学の発展に大きく貢献した。

## 研究内容・業績
- ヴァイスの大きな貢献の一つは、終末論的観点からの福音書の包括的な釈義を最初に提示したことである。
- ヴァイスは新約学に聖書批評学の概念を適用した。それはルドルフ・カール・ブルトマンを初めとする後継の学者たちによって発展された。ヴァイスは『コリント人への手紙第一』は一つの手紙ではなく、使徒パウロのいくつから手紙からの抜粋の寄せ集めであると考えた。
- また、『マタイの福音書』と『ルカの福音書』の著者が使用したという資料の仮説に「Q資料」の名前を与えた。